# Clara Copponi
Clara Copponi (Aix-en-Provence, 12 januari 2000), is een Franse baan- en wegwielrenster.

## Carrière
Copponi rijdt sinds 1 augustus 2019 voor de Franse ploeg FDJ Nouvelle-Aquitaine Futuroscope. Tijdens de Wereldkampioenschappen baanwielrennen van 2020 behaalde ze samen met Marie Le Net een tweede plaats op de koppelkoers. In augustus 2021 nam ze namens Frankrijk deel aan de Olympische Spelen in Tokio; ze werd achtste op het onderdeel omnium en samen met Le Net werd ze vijfde in de koppelkoers.

## Wegwielrennen

### Overwinningen
2022
1e etappe The Women's Tour
GP Fourmies
2025
Schwalbe Women's One Day Classic
GP Mazda Schelkens

## Baanwielrennen

### Palmares
| Jaar     | NK                                          | EK                                          | WK                                 | Overig          |
| Junioren | Junioren                                    | Junioren                                    | Junioren                           | Junioren        |
| -------- | ------------------------------------------- | ------------------------------------------- | ---------------------------------- | --------------- |
| 2016     |                                             |                                             | ploegenachtervolging               |                 |
| 2017     | achtervolging · scratch                     |                                             | ploegenachtervolging               |                 |
| Belofte  |                                             |                                             |                                    |                 |
| 2018     |                                             | afvalkoers                                  |                                    |                 |
| 2019     |                                             | omnium · ploegenachtervolging               |                                    |                 |
| Elite    |                                             |                                             |                                    |                 |
| 2018     | koppelkoers · ploegenachtervolging · omnium |                                             |                                    |                 |
| 2019     | ploegenachtervolging · koppelkoers · omnium |                                             |                                    |                 |
| 2020     |                                             |                                             | koppelkoers                        |                 |
| 2021     |                                             |                                             | koppelkoers                        |                 |
| 2022     |                                             | koppelkoers · omnium · ploegenachtervolging | koppelkoers · ploegenachtervolging | Aigle: · omnium |
| 2023     | afvalkoers · omnium                         | koppelkoers                                 | koppelkoers · ploegenachtervolging |                 |
| 2024     |                                             | scratch                                     |                                    |                 |

## Ploegen
- 2018 –  FDJ Nouvelle-Aquitaine Futuroscope (stagiaire vanaf 12 september)
- 2019 –  FDJ Nouvelle-Aquitaine Futuroscope (vanaf 1 augustus)
- 2020 –  FDJ Nouvelle-Aquitaine Futuroscope
- 2021 –  FDJ Nouvelle-Aquitaine Futuroscope
- 2022 –  FDJ-Suez-Futuroscope
- 2023 –  FDJ-Suez
- 2024 –  Lidl-Trek
- 2025 –  Lidl-Trek

Becker · Borgli · Bravard · Demay · Duval · Fahlin · Gillow · Grossetête · Guilman · Kitchen · Le Net · Muzic · Richioud · Wiel
Borgli · Chapman · Duval · Fahlin · Gillow · Grossetête · Guilman · Kitchen · Le Net · Muzic · Uttrup Ludwig · Wiel
Borgli · Cavalli · Chapman · Duval · Fahlin · Grossetête · Guilman · Kitchen · Le Net · Muzic · Uttrup Ludwig · Wiel
Borgli · Brown · Cavalli · Chapman · Copponi · Duval · Fahlin · Grossetête · Guazzini · Guilman · Le Net · Muzic · Uttrup Ludwig · Wiel
Adegeest · Borgli · Brown · Cavalli · Copponi · Duval · Fahlin · Grossetête · Guazzini · Guilman · Le Net · Muzic · Uttrup Ludwig · Verhulst · Wiel
van Anrooij · Bäckstedt · Balsamo · Brand · Chapman · Copponi · Deignan · van Dijk · Hanson · A. Holmgren · I. Holmgren · Klein · Longo Borghini · Moors · Realini · Sanguineti · Sharp · Spratt · Wilson-Haffenden
van Anrooij · Balsamo · Bjerg · Brand · Copponi · Deignan · van Dijk · Fisher-Black · Hanson · Henderson · A. Holmgren · I. Holmgren · Markus · Moors · Realini · Sanguineti · Sharp · Spratt · Wilson-Haffenden